# Willy Corrêa de Oliveira
Willy Corrêa de Oliveira, também conhecido como Willy Corrêa (Recife, 11 de fevereiro de 1936) é um compositor brasileiro que tem o piano como instrumento de trabalho. As composições do início de sua carreira são marcadas pelo nacionalismo alinhado às evidências modais da região nordeste do Brasil, especialmente por músicas folclóricas que permearam sua infância no Recife. 
Sua formação foi influenciada pelo estudo em Curso de Férias de Darmstadt (Alemanha) tendo, em decorrência, desenvolvido composições com o emprego de mídia eletroacústica. No Brasil, foi um dos articuladores da criação do grupo Música Nova, responsável pela renovação da linguagem musical e disseminação da música eletroacústica pelo país. O surgimento do grupo demarca o início do Movimento Música Nova, sob o qual a obra de Willy Corrêa de Oliveira opunha-se radicalmente ao programa nacionalista do modernismo, representado por nomes como Camargo Guarnieri, Mário de Andrade e Heitor Villa-Lobos, hegemônicos na música erudita no Brasil. As composições dessa fase de sua carreira têm como característica o emprego da poesia concreta de Décio Pignatari, Augusto e Haroldo de Campos.
Em sua carreira dedicou-se a estudar a arte produzida em sociedades socialistas e desenvolveu composições em que buscou expressar seu pensamento sobre o bem-estar da classe operária por meio de peças caracterizadas pela simplicidade dentro do sistema tonal. Musicou o hino do MST em composição que se utiliza do modalismo. Sua trajetória também é marcada pela  docência na Escola de Comunicações e Artes (ECA) da Universidade de São Paulo (USP), ministrando disciplinas sobre composição, linguagem e estruturação musicais.
Representante da vanguarda musical do Brasil, Willy Corrêa de Oliveira tem uma escrita musical caracterizada pela senso visual e refinado critério de codificação de ideais. 

## Trajetória
Nascido no Recife em 11 de fevereiro de 1938, Willy Corrêa de Oliveira teve aulas particulares de piano e, ainda adolescente, compôs sua primeira peça musical para piano, Noite de vigília, escrita no último dia de 1951.
Na década de 1950 mudou-se com a família para o Rio de Janeiro e, logo após sua chegada, compôs Salutaris, obra que contribuiu para que o compositor transitasse pelo meio musical. Com o piano como seu instrumento de trabalho,  ainda na década de 1950, Willy Côrrea de Oliveira passou a compor obras marcadas por um nacionalismo alinhado às evidências modais da região nordeste brasileira, influenciado por músicas folclóricas que escutava em sua infância no Recife.
Em 1958, mudou-se para Santos, momento em que se aproximou do compositor Gilberto Mendes e de poetas concretistas como Décio Pignatari, Augusto de Campos e Haroldo de Campos, estabelecendo parcerias e relações que repercutiram em suas obras. Um Movimento, composta em 1962 por Willy Corrêa de Oliveira, é obra representativa dessa influência e foi construída a partir de poema concreto homônimo, escrito por Décio Pignatari em 1956. Em A Arte no Horizonte do Provável (1969), Haroldo de Campos indica esta como uma composição musical que utilizou poemas concretos.
 

Entre fins de 1950 e 1961, teve aulas de composição com Olivier Toni, regente e compositor que, segundo Willy Corrêa de Oliveira
me converteu - cabalmente - à nova escrita dos autores seriais. 
Em 1961, em parceria com Gilberto Mendes e Klaus Dieter Wolff - todos membros da recém-fundada Sociedade Ars Viva -, criou o coral Madrigal Ars Viva que desenvolveu trabalho pioneiro na música coral brasileira ao estrear as primeiras peças aleatórias e microtonais compostas no Brasil.  O coral apresentou-se em diversos países ao longo dos anos 1970, contribuindo para o intercâmbio e a valorização da música latino-americana.
Em 1962, Willy Corrêa de Oliveira participou da criação do Festival Música Nova, em Santos (SP). Concebida por Gilberto Mendes, a iniciativa foi desenvolvida por nomes como Oliver Toni, Rogério Duprat, Damiano Cozzella e Julio Medaglia, além do próprio Oliveira. O pioneirismo do Festival está em constituir-se como uma mostra regular voltada exclusivamente à música de vanguarda, sendo um dos eventos mais antigos do mundo nessa esfera.
A opção estética do Festival voltou-se aos trabalhos da música nova, que teve ampla divulgação pelo mundo principalmente devido aos Cursos de Verão de Darmstadt, voltados a disseminar técnicas e tendências composicionais em voga para compositores e estudantes.. Em 1963,  Willy Corrêa de Oliveira foi um dos participantes do curso. Depois de sua conclusão, estagiou em estúdios de música eletroacústica na Alemanha, Bélgica, Holanda e França. Dentre suas obras que utilizam mídia eletroacústica, destacam-se Materiales (1980), para voz e conjunto de percussão com amplificação e Cinco Kitschs (1967/1968), para piano e tape. Além disso, com gravação e tratamento, chegou a fazer no Brasil músicas para documentários, teatro e filmes publicitários. 

### Movimento Música Nova
Influenciados pelo experimentalismo europeu e pela poesia concreta paulistana, em 1961, Willy Corrêa de Oliveira, Gilberto Mendes, Rogério Duprat e Damiano Cozzella fundaram o grupo Música Nova que renovou a linguagem musical e disseminou a música eletroacústica pelo Brasil. 
A origem do grupo delimita o início do Movimento Música Nova e vincula-se ao I Festival de Música de Vanguarda, realizado no Brasil em 1961, em colaboração com a VI Bienal de Arte de São Paulo. Ali ocorreu o primeiro concerto no Brasil a reunir peças de compositores de vanguardas estadunidense e europeia e dos compositores estreantes brasileiros Willy Corrêa de Oliveira, Gilberto Mendes, Rogério Duprat e Damiano Cozzela, que dialogavam com a proposta de inovação musical de John Cage. As peças compostas pelos brasileiros são de caráter serial dodecafônico e foram executadas pela Orquestra de Câmara de São Paulo. A partir deste encontro, os compositores reuniram-se sob o nome de Música Nova com a proposta de adequar a música brasileira ao mundo contemporâneo tendo o serialismo como ponto de partida.
Sob o movimento Música Nova, a obra de Willy Corrêa de Oliveira foi marcada pela poesia concreta de Décio Pignatari, Augusto e Haroldo de Campos, opondo-se radicalmente ao programa nacionalista do modernismo musical de compositores como Camargo Guarnieri, Mário de Andrade e Heitor Villa-Lobos, até então hegemônicos na música erudita brasileira.
Em 1963, o grupo Música Nova lançou o Manifesto Música Nova na revista Invenção, também conhecido como Manifesto de 1963.

### Música para o povo
Em fins da década de 1970, Willy Corrêa de Oliveira afastou-se da vanguarda musical. De orientação comunista, ele vivenciou uma crise por não externalizar sua convicção em composições, parando de compor e de participar de atividades musicais. Por um período de quase 10 anos dedicou-se a avaliar artes produzidas em sociedades socialistas. Após período sem compor, buscou expressar em novas obras seu pensamento acerca do bem da classe operária, compondo peças de grande simplicidade dentro do sistema tonal.
Em 1982 produziu o disco Santo Dias com composições que homenageavam o metalúrgico Santo Dias da Silva, assassinado em 1979 pela Polícia Militar durante um piquete em São Paulo.
Em 1988 musicou o Hino do MST, com letra de autoria de Ademar Bogo. A composição utiliza-se do modalismo. O MST produziu em 1998 o CD Arte em Movimento, com o hino executado pelo CORALUSP sob a regência de Willy Corrêa de Oliveira.
No mesmo ano, o compositor retorna à escrita de música autoral, desvinculada do movimento de luta trabalhadora.

### Docência na educação superior
A convite de Olivier Toni, na década de 1970 Willy Corrêa de Oliveira começou a lecionar no Departamento de Música da Escola de Comunicações e Artes da Universidade de São Paulo ministrando disciplinas como composição, linguagem e estruturação musicais.
Sua prática docente é marcada pela crítica ao sistema capitalista em suas dimensões material e ideológica, algo expresso tanto em textos como em projetos pedagógicos que elaborou. Autores como Giulio Girardi, Brecht, Eisler e Engels são referências à sua concepção de mundo.
Em 1996, na ECA-USP defendeu sua tese de doutorado, intitulada Cadernos, obra em 4 volumes que foi publicada pela EDUSP como livro, sob o mesmo título, em 2019.

## Obras
A seguir, algumas obras de sua autoria

### Partituras
Piano
- 2006: Peças para Piano (EDUSP). Coletânea com 13 obras[35]
- 1996: Sete Pequeninas Peças Para Piano. (Com-Arte)[36]
- 1989: 11 de Dezembro de 1988: um Cântico Antigo (Novas Metas)[37]
- 1989: Pequena Peça Zen (Novas Metas)[38]
- 1989: In Memorian Blás de Otero (peça em estilo cursivo (Novas Metas)[39]
- 1989: In Memorian Andrei Tarkovski (peça em estilo cursivo) (Novas Metas)[40]
- 1977: Três Instantes (MCA do Brasil)[41]
- 1977: Prelúdios (MCA do Brasil)[42]
- 1973: Intermezzos (Ricordi Brasileira)[43]
- 1972: Impromptu para Marta (Ricordi Brasileira)[44]
- 1969: Kitsch (Ricordi Brasileira)[45]

Voz
- 2006: Canções para Voz e Piano (EDUSP). Coletânea com 15 obras[46]
- 1980: Materiales (Novas Metas)[47]
- 1979: Exit (Novas Metas)[48]
- 1977: Memos. Com texto de Augusto de Campos e capa de Julio Plaza (MCA  do Brasil)[49][50]
- 1970: Três Canções (Ricordi Brasileira)[51]

Coro
- 1982: Passos da Paixão (FUNARTE)[52]
- 1980: Hipervolumen (Novas Metas)[53]
- 1980: Kyrie (Novas Metas)[54]
- 1979: Vyvyam a Cartesiana (Novas Metas)[55]

### Gravações
- 2011: Arya per Yara;! Oh, Este Viejo y Roto Violin!; Allgemeine Periodic (Álbum: O violino na metrópole. Intérprete: Simona Cavuoto, violino)[56]
- 2006: O Presente: Piano. Coletânea com 26 obras[57][58]
- 2006: O Presente: Miserere e Canções. Coletânea com  38 obras[59]
- 2004:  Materiales (Álbum: Materiales. Intérprete: Andrea Kaiser, soprano e percussão)[60]
- 2001: In Memorian Philadelpho Menezes (Álbum: Música contemporânea no Departamento I. Intérprete: Maurílio Silva, flauta doce)[61]
- 2001: Rua Colômbia, 20 (Álbum: Música contemporânea no Departamento I. Intérpretes: Maurício de Bonis, piano; Carolina de Comi, soprano)[61]
- 2001: Evocação do Recife (Álbum: Música contemporânea no Departamento I. Intérprete: Maurício de Bonis, piano)[61]
- 200-?: Madrigale: In My craft or Sullen Art (Álbum: Luminamara: música contemporânea do Brasil.  Intérprete: Núcleo Hespérides)[62]
- 1996: Que Trata de España (Álbum Praeludium. Intérprete: Flávio Apro, violão)[63]
- 1985: Cantata de Aniversário (Álbum: Koellreutter 70. Intérpretes: Margarida Schack,soprano; Paulo Sérgio Santos, clarineta)[64]
- 1975: Phantasiestueck II (Álbum: Bienal de música brasileira contemporânea, I. Intérprete: Quinteto de Sopros da Universidade de Brasília)[65]
- 1971: Um Movimento Vivo (Álbum Madrigal Ars Viva. Intérprete: Madrigal Ars Viva)[66]

### Obras teóricas
- 2019: Cadernos. (EDUSP) - contém partituras no volume 2[34]

- 2010: Cinco Advertências Sobre a Voragem. (Luzes no Asfalto). [67][68][69]

- 2009: Com Villa-Lobos. (EDUSP) [70]
- 2008: Passagens. (Luzes no Asfalto, Kadyc Editorial LTDA ME)[71]
- 1993: Discurso do método. (EDUSP) [72]

- 1987: Hanns Eisler no Brasil. (Paz e Terra) [73][74]
- 1979: Beethoven, Proprietário de um Cérebro. (Perspectiva) [75]